# 69-й Берлинский международный кинофестиваль
69-й Берлинский международный кинофестиваль проходил с 7 по 17 февраля 2019 года. Жюри возглавляла французская актриса Жюльет Бинош. Фильмом открытия стала лента «Реальная любовь в Нью-Йорке» (англ. The Kindness of Strangers) датского кинорежиссёра Лоне Шерфиг. В конкурсе участвовали 16 фильмов. Обладателем «Золотого медведя» за лучший фильм стала картина израильского режиссёра Надава Лапида «Синонимы».
Это последний берлинский кинофестиваль под руководством его директора Дитера Косслика, который возглавлял Берлинале 18 лет. Также, в этом году секция «Панорама» отмечает свой 40-летний юбилей.
Российские фильмы среди номинантов на главные призы отсутствовали, однако в рамках Берлинале зрители могли увидеть ленту «Кислота» Александра Горчилина и дебютный полнометражный фильм «Мальчик русский» Александра Золотухина, ученика Александра Сокурова.

## Жюри фестиваля

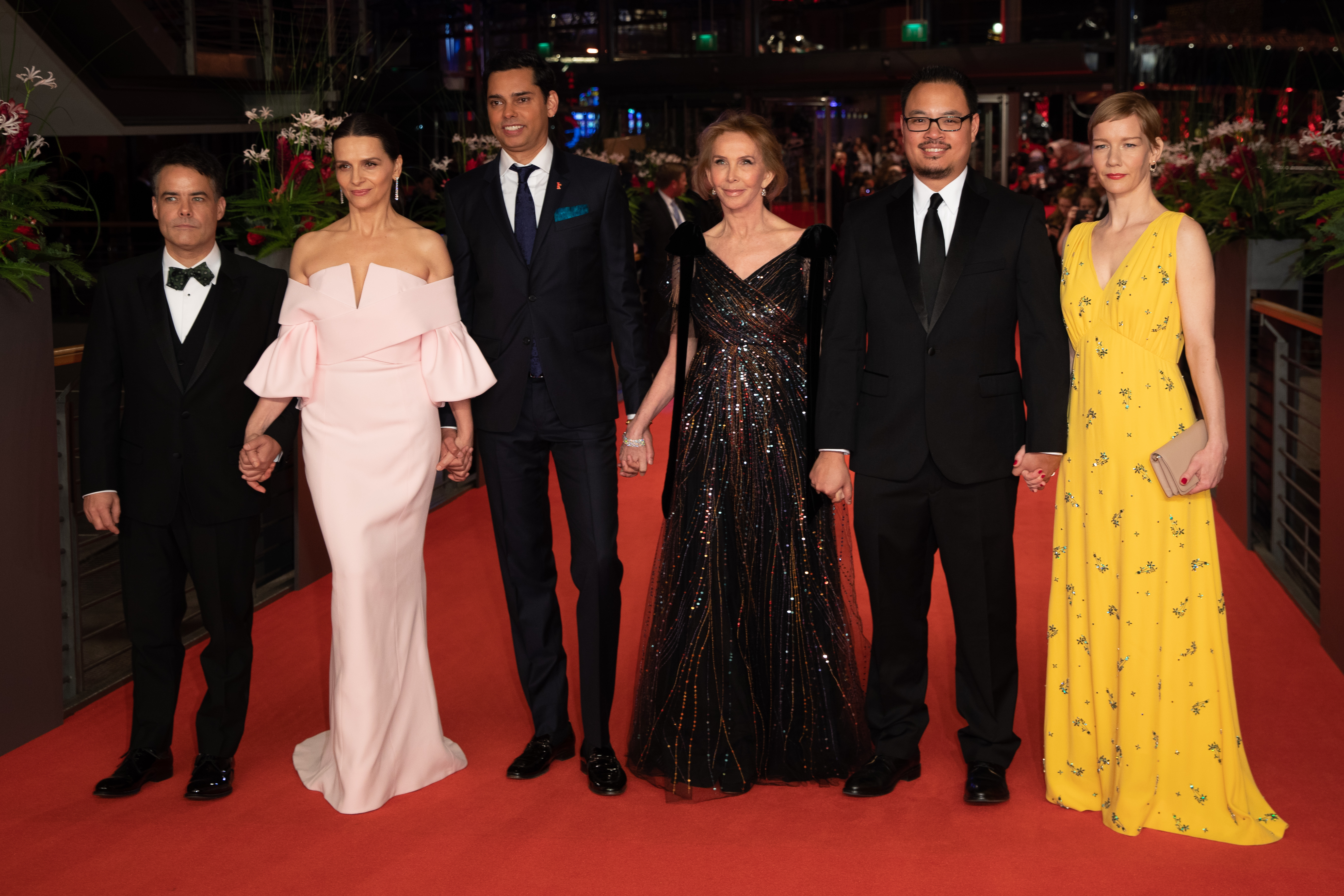
Главное жюри на церемонии закрытия Берлинале (слева направо): Себастьян Лелио, Жюльет Бинош, Раджендра Рой, Труди Стайлер, Джастин Чанг и Сандра Хюллер.

### Жюри основного конкурса
В состав международного жюри фестиваля вошли:
- Жюльет Бинош, киноактриса (Франция) — председатель жюри
- Джастин Чанг, кинокритик (США)
- Сандра Хюллер, актриса (Германия)
- Себастьян Лелио, кинорежиссёр, сценарист и монтажёр (Чили)
- Раджендра Рой, куратор кино в Нью-Йоркском музее современного искусства (США)
- Труди Стайлер, актриса и продюсер (Великобритания)

### Жюри короткометражных фильмов
В состав международного жюри короткометражных фильмов вошли:
- Джеффри Бауэрс, старший куратор в Vimeo (США)
- Ваня Калуджерчич, куратор онлайн библиотеки MUBI (Хорватия)
- Койо Куо, куратор и автор (Сенегал)

## Конкурсная программа
| * | Отмечены фильмы ЛГБТ-тематики, являющиеся претендентами на Премию «Тедди» |

### Фильмы основной конкурсной программы
Следующие фильмы были отобраны для основного конкурса в качестве претендентов на «Золотого» и «Серебряного» медведей:
| На русском языке                             | Оригинальное название              | Режиссёр               | Страна                                                        |
| -------------------------------------------- | ---------------------------------- | ---------------------- | ------------------------------------------------------------- |
| По милости Божией                            | Grâce à dieu                       | Франсуа Озон           | Франция                                                       |
| Элиса и Марсела*                             | Elisa y Marcela                    | Изабель Койшет         | Испания                                                       |
| Антология города-призрака                    | Répertoire des villes disparues    | Дени Коте              | Канада                                                        |
| Бог существует, её имя — Петруния            | Господ постои, името ѝ е Петрунија | Теона Стругар Митевска | Бельгия, Хорватия, Франция, Северная Македония, Словения      |
| Золотая перчатка                             | Der Goldene Handschuh              | Фатих Акин             | Франция, Германия                                             |
| Земля под моими ногами*                      | Der Boden unter den Füßen          | Мари Крютцер           | Австрия                                                       |
| Реальная любовь в Нью-Йорке (фильм открытия) | The Kindness of Strangers          | Лоне Шерфиг            | Канада, Дания, Франция, Германия, Швеция, Великобритания, США |
| Я был дома, но...                            | Ich war zuhause, aber              | Ангела Шанелек         | Германия, Сербия                                              |
| Гарет Джонс                                  | Mr. Jones                          | Агнешка Холланд        | Польша, Украина, Великобритания                               |
| Яйцо                                         | Öndög                              | Ван Цюаньань           | Китай                                                         |
| Угоняя лошадей                               | Ut og stjæle hester                | Ханс Петтер Муланд     | Дания, Норвегия, Швеция                                       |
| Пираньи Неаполя                              | La paranza dei bambini             | Клаудио Джованнези     | Италия                                                        |
| Прощай, сын мой                              | Di jiu tian chang                  | Ван Сяошуай            | Китай                                                         |
| Синонимы*                                    | Synonymes                          | Надав Лапид            | Франция, Германия, Израиль                                    |
| Разрушительница системы                      | Systemsprenger                     | Нора Фингшайдт         | Германия                                                      |
| Сёстры                                       | Kız Kardeşler                      | Эмин Элпер             | Германия, Греция, Нидерланды, Турция                          |

### Внеконкурсная программа
Следующие фильмы были отобраны для показа вне конкурса:
| На русском языке | Оригинальное название | Режиссёр     | Страна                          |
| ---------------- | --------------------- | ------------ | ------------------------------- |
| О, благодать     | Amazing Grace         | Алан Эллиотт | США                             |
| Прощание с ночью | L'adieu à la nuit     | Андре Тешине | Франция, Германия               |
| Маригелла        | Marighella            | Вагнер Моура | Бразилия                        |
| Оперативник      | The Operative         | Юваль Адлер  | Франция, Германия, Израиль, США |
| Варда по Аньес   | Varda par Agnès       | Аньес Варда  | Франция                         |
| Власть           | Vice                  | Адам Маккей  | США                             |

## Лауреаты фестиваля

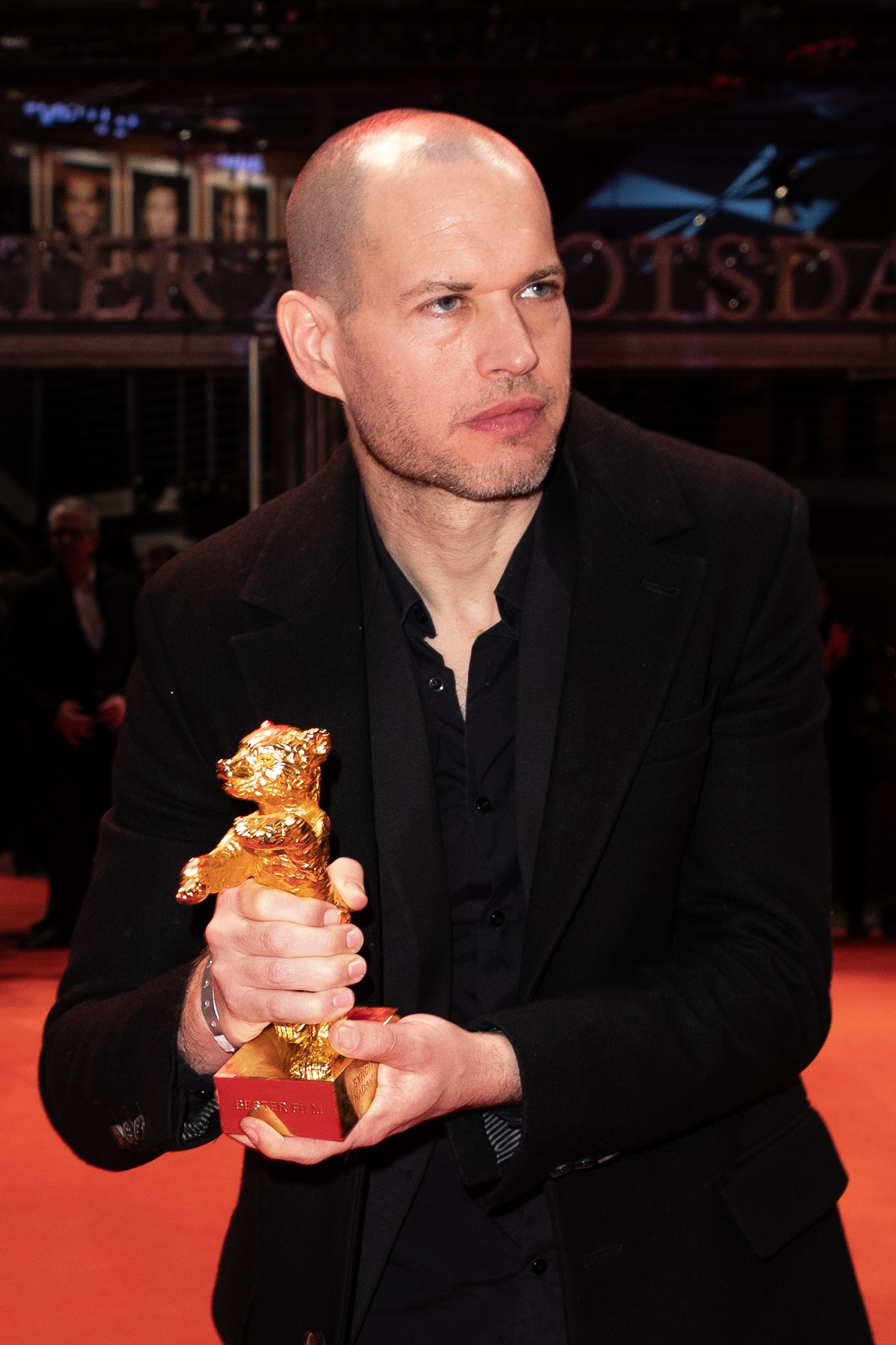
Надав Лапид. Обладатель «Золотого медведя» за картину «Синонимы»

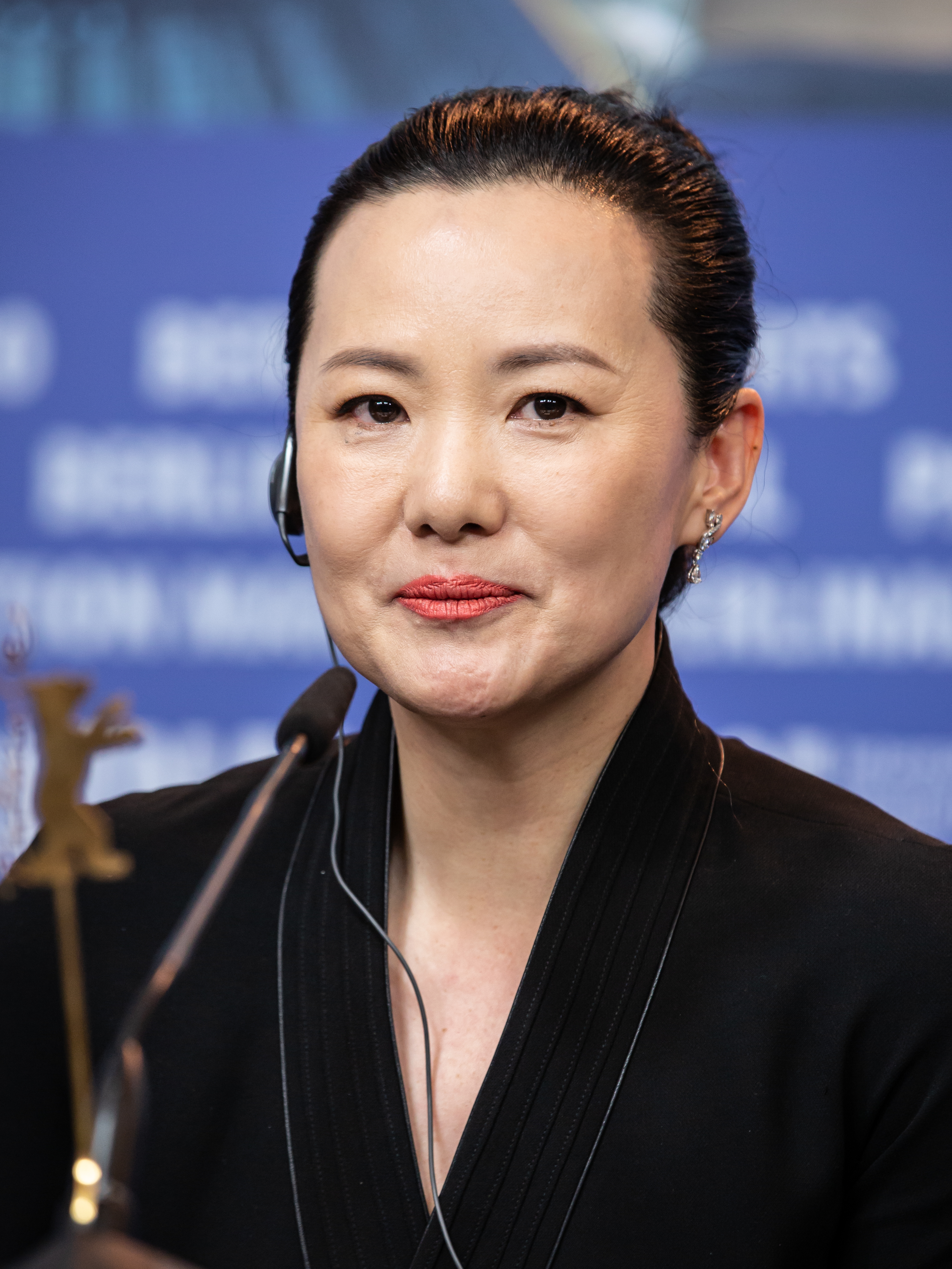
Юн Мэй. «Серебряный медведь» за лучшую женскую роль в картине «Прощай, сын мой»

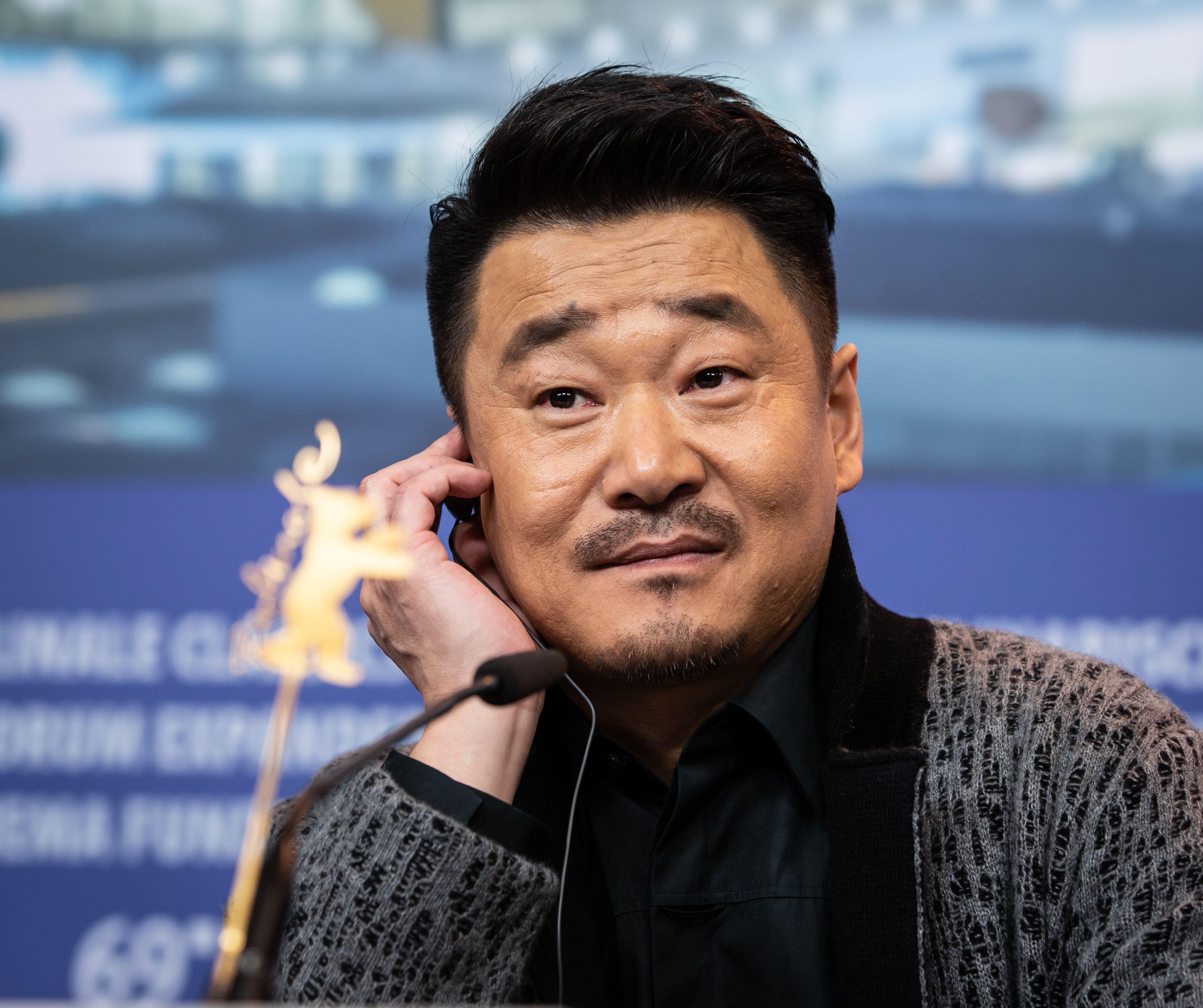
Ван Цзинчунь. «Серебряный медведь» за лучшую мужскую роль в картине «Прощай, сын мой»

### Основной конкурс
- «Золотой медведь» — «Синонимы», Надав Лапид
- Гран-при жюри (Серебряный медведь) — «По милости Божией», Франсуа Озон
- Приз имени Альфреда Бауэра (Серебряный медведь за фильм, открывающий новые перспективы) — «Разрушительница системы», Нора Фингшайдт
- «Серебряный медведь» за лучшую режиссуру — Ангела Шанелек, «Я был дома, но...»
- «Серебряный медведь» за лучший сценарий — «Пираньи Неаполя»
- «Серебряный медведь» за лучшую женскую роль — Юн Мэй, «Прощай, сын мой»
- «Серебряный медведь» за лучшую мужскую роль — Ван Цзинчунь, «Прощай, сын мой»
- «Серебряный медведь» за выдающиеся достижения в области киноискусства — Расмус Видебак, оператор фильма «Пора уводить коней»

### Лучший дебют
- Лучший дебют — «Oray», Mehmet Akif Büyükatalay

### Короткометражные фильмы
- «Золотой медведь» за лучший короткометражный фильм — «Umbra», Флориан Фишер
- «Серебряный медведь» жюри за короткометражный фильм — «Blue Boy», Мануэль Абрамович
- Специальный приз Audi — «Rise», Барбара Вагнер и Беньямин де Бурке
- Кандидат на премию Европейской киноакадемии — «Suc de sindria» (Watermelon Juice), Ирен Морей

### Призы независимого жюри

#### Призы экуменического жюри
- Основной конкурс — «Бог существует, её имя — Петруния», Теона Стругар Митевска
- Секция «Панорама» — «Buoyancy», Родд Ратьен
- Особое упоминание — «Полночный путешественник» (Midnight Traveler), Хассан Фазили
- Секция «Форум» — «Земля», Николаус Гейрхальтер

#### ПризыФИПРЕССИ
- Основной конкурс — «Синонимы»,  Надав Лапид
- Секция «Панорама» — «Дафне», Федерико Бонди
- Секция «Форум» — «Die Kinder der Toten», Келли Коппер и Павол Лиска

#### Приз зрительских симпатий секции «Панорама»
- Игровой фильм — «37 секунд» (37 Seconds), Хикари
- Документальный фильм — «Разговаривая о деревьях» (Talking About Trees), Сухаир Гасмельбари

### Почётный Золотой Медведь
- Почётный Золотой Медведь за жизненные достижения — Шарлотта Рэмплинг